# Kuba tartomány (Líbia)

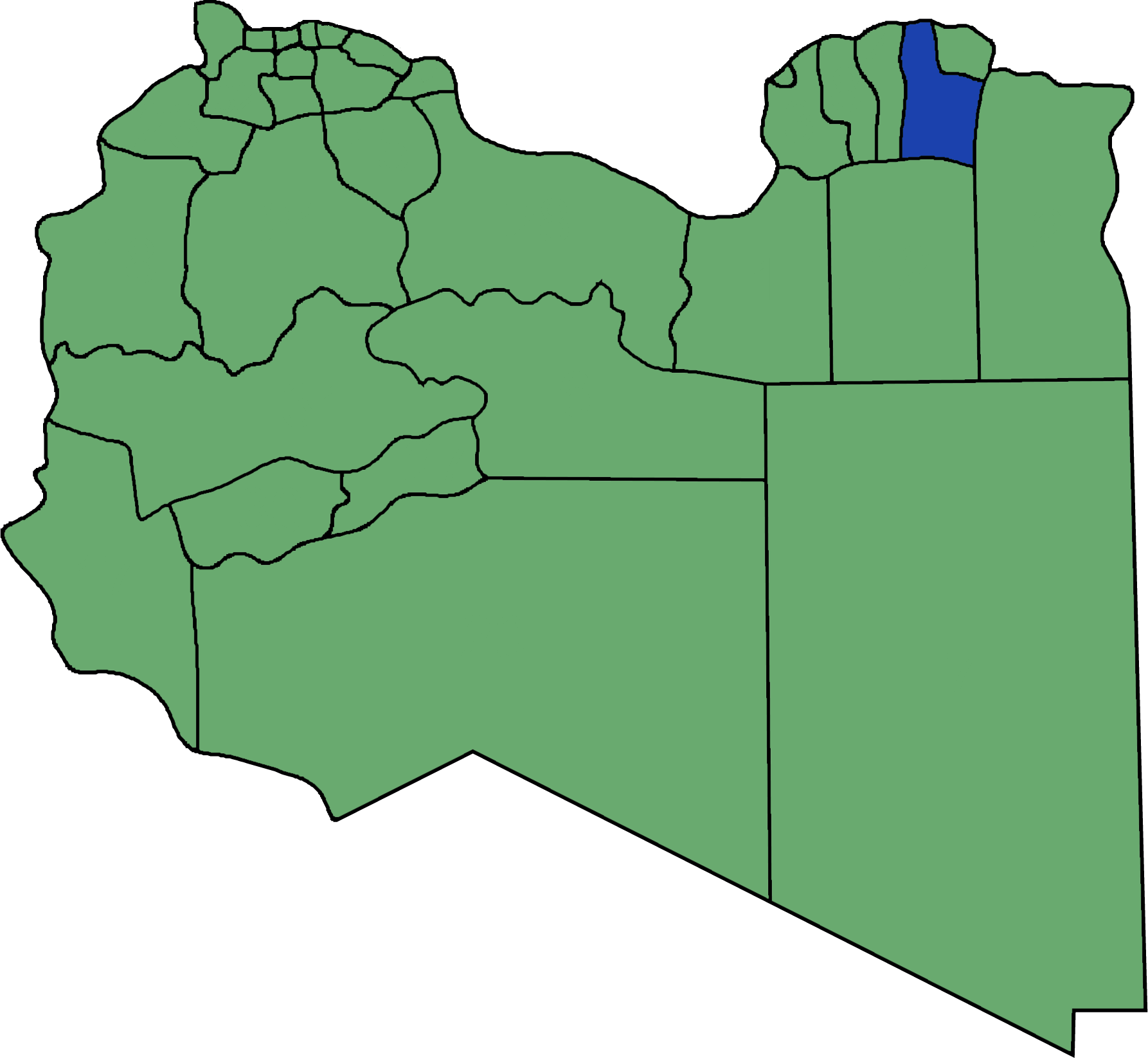
Kuba tartomány kiterjedése 2007-ig

Kuba egyike volt Líbia közigazgatási tartományainak, míg 2007-ben beolvadt Darnába. 
Népessége ekkor 93 ezer körül volt.
Északon a Földközi-tenger határolta. A szárazföldön a következő tartományokkal volt határos:
- Darna - északkeleten
- Butnán - keleten
- Váhát - délen
- Dzsabal el-Ahdar - nyugaton

Közigazgatási központja a tengerparttól mintegy 8 kilométerre fekvő Al Kuba város volt, amelyet az olasz gyarmati időkben Giovanni Berta néven ismertek, a második világháború idején pedig a szövetséges csapatak Gub-Gub néven emlegették.